# Antoniusz Feliks
Marek Antoniusz Feliks, Marcus Antonius Felix lub Tiberius Claudius Felix – grecki wyzwoleniec Klaudiusza, w latach 52–58 zarządca Judei (procurator), przed nim został oskarżony Paweł z Tarsu. Jego bratem był Marek Antoniusz Pallas.
Wg Tacyta: Antoniusz Feliks (...) wśród wszelakiego okrucieństwa i rozpusty władzę królewską z duszą niewolnika wykonywał (Dzieje V, 9; tłum. Seweryn Hammer).
Feliks trzykrotnie za żony miał królowe (Swetoniusz, Żywot Klaudiusza 28). Jedną z nich była Druzylla Mauretańska, prawnuczka Kleopatry i Antoniusza, drugą Druzylla – córka Agryppy I. Nazwiska trzeciej nie znamy. 
Z małżeństwa z córką Agryppy I miał syna Tyberiusza Klaudiusza Agryppę.